# Микілка
Микі́лка — село в Україні, у Великорублівській сільській громаді Полтавського району Полтавської області. Населення становить 236 осіб. До 2020 орган місцевого самоврядування — Микілківська сільська рада.

## Географія
Село Микілка знаходиться за 2,5 км від лівого берега річки Мерла, за 1,5 км розташовані села Гетьманка та Терни. До села примикає лісовий масив урочище Борівське.

## Історія
12 червня 2020 року, відповідно до розпорядження Кабінету Міністрів України № 721-р «Про визначення адміністративних центрів та затвердження територій територіальних громад Полтавської області», село увійшло до складу Великорублівської сільської громади.
19 липня 2020 року, в результаті адміністративно - територіальної реформи та ліквідації  Котелевського району, село увійшло до складу новоутвореного Полтавського району.

## Населення

### Мова
Розподіл населення за рідною мовою за даними перепису 2001 року:
| Мова       | Кількість | Відсоток |
| ---------- | --------- | -------- |
| українська | 231       | 97.88%   |
| російська  | 5         | 2.09%    |
| Усього     | 236       | 100%     |

## Економіка
- «Правда», ТОВ.

## Об'єкти соціальної сфери
- Клуб.

## Відомі люди
У селі народилися:
- Било Йосип — український поет, сатирик.